# Koeficijent prijenosa
Koeficijent prijenosa je omjer amplitude upadnog vala na podzemni reflektor i amplitude vala prenesenog u drugu sredinu. Jednak je dvostrukoj vrijednosti akustičke impedancije (akustička impedancija) u drugoj sredini podijeljenom s razlikom akustičkih impedancija. Koristi se u procjeni amplitude prenesene u dublje slojeve (seizmika).